# Omloop van het Houtland 2010
L'Omloop van het Houtland 2010, sessantaseiesima edizione della corsa, valido come evento dell'UCI Europe Tour 2010 categoria 1.1, si svolse il 22 settembre 2010 per un percorso di 191,4 km. Fu vinto dall'olandese Stefan van Dijk, che terminò la gara in 4h19'56" alla media di 44,181 km/h.
Dei 161 ciclisti alla partenza furono in 146 a portare a termine il percorso.

## Squadre partecipanti
| N.      | Cod. | Squadra                      |
| ------- | ---- | ---------------------------- |
| 1-8     | QST  | Quick Step                   |
| 21-28   | OLO  | Omega Pharma-Lotto           |
| 31-38   | MRM  | Team Milram                  |
| 41-48   | BMC  | BMC Racing Team              |
| 51-58   | COF  | Cofidis                      |
| 61-68   | LAN  | Landbouwkrediet              |
| 71-78   | SKS  | Skil-Shimano                 |
| 81-88   | TSV  | Topsport Vlaanderen-Mercator |
| 91-98   | VAC  | Vacansoleil Pro Cycling Team |
| 101-108 | WIL  | Verandas Willems             |

| N.      | Cod. | Squadra                      |
| ------- | ---- | ---------------------------- |
| 111-118 | TIK  | Itera-Katusha                |
| 121-128 | SKT  | An Post-Sean Kelly Team      |
| 131-138 | JVB  | Jong Vlaanderen-Bauknecht    |
| 141-148 | ISE  | ISD Continental Team         |
| 151-158 | PCO  | Palmans-Cras                 |
| 161-168 | SPV  | Sparebanken Vest-Ridley      |
| 171-178 | QCT  | Qin Cycling Team             |
| 181-188 | CCD  | Continental Team Differdange |
| 191-198 | APP  | Team NetApp                  |
| 201-208 | VVE  | Van Vliet-EBH Elshof         |

## Ordine d'arrivo (Top 10)
| Pos. | Corridore           | Squadra         | Tempo    |
| ---- | ------------------- | --------------- | -------- |
| 1    | Stefan van Dijk     | Verandas Wil.   | 4h19'56" |
| 2    | Kenny van Hummel    | Skil-Shimano    | s.t.     |
| 3    | Adam Blythe         | Omega Pharma    | s.t.     |
| 4    | Davy Commeyne       | Landbouwkrediet | s.t.     |
| 5    | Wouter Weylandt     | QuickStep       | s.t.     |
| 6    | Kenny Dehaes        | Omega Pharma    | s.t.     |
| 7    | Michael Van Staeyen | Topsport Vl.    | s.t.     |
| 8    | Gorik Gardeyn       | Vacansoleil     | s.t.     |
| 9    | Kenny Lisabeth      | An Post         | s.t.     |
| 10   | Timothy Dupont      | Jong Vlaan.     | s.t.     |